# Dramatic Seven
『Dramatic Seven』（ドラマティック・セブン）は、超特急の2枚目のオリジナルアルバム。2016年10月26日にSDRから発売された。

## 概要
前作「RING」から約1年11ヶ月ぶりとなるオリジナルアルバム。
今作の楽曲では一貫して「愛」が描かれており、各メンバーにそれぞれのテーマがあてられた楽曲やシングル曲を含む全13曲で構成される。メンバーコンセプトの楽曲は「Beautiful Chaser」のミュージックビデオコンセプトとして取り上げられた「七つの大罪」をベースに、様々な「愛」の形を表現した。ビジュアル面においても、七つの大罪にリンクした動物をモチーフとした衣装が制作され、アルバムのコンセプトをより強調するものとなった。
『通常盤』のほか、ARカードもしくはライブチケット付の『Loppi・HMV限定盤』と「BULLET TRAIN ONEMAN SHOW SUMMER LIVE HOUSE TOUR 2015 ～fanfare to you.～」渋谷公会堂公演と「超特急BOYS GIG Vol.2」のライブ映像を収録しているPlugAirをセットとした、ファンクラブ会員のみ入手可能な『夢の青春8きっぷ会員限定盤A・B』の計5形態で発売された。
初動売上は約2.2万枚を記録し、オリコンウィークリーチャートには初週4位にランクイン。前作から3000枚・3ランク記録を更新した。

## 収録曲
1. Seventh Heaven [4:19]
作詞・作曲：zopp、Alan de boo、福田初、Yossy16、本田正樹 / 編曲：Alan de boo
2. バッタマン（Lunatic ver.） [3:52]
作詞・作曲：前山田健一 / 編曲：Jockie "MASTA BASS" Suama
3. 超えてアバンチュール [5:05]
作詞・作曲・編曲：浅野尚志
4. LIBIDO [5:36]
作詞：白井裕紀 / 作曲：Yippee / 編曲：山原一浩
5. スターダスト LOVE TRAIN [4:41]
作詞・作曲・編曲：小室哲哉
6. Beasty Spider [5:38]
作詞：EMI K. Lynn、成海カズト / 作曲・編曲：JukeBoxFriday
7. Beautiful Chaser[1] [4:57]
作詞：jam / 作曲・編曲：山崎燿 / Guitar：マーティー・フリードマン
8. Whiteout [4:13]
作詞：坂井竜二、Mari-Joe / 作曲：鈴木盛広 / 編曲：菱川亜希
9. Peace of LOVE [5:51]
作詞・作曲：KOUGA / 編曲：吉岡たく / ストリングスアレンジ：佐々木博史
10. Yell [5:29]
作詞：多田慎也 / 作曲：渡辺拓也・多田慎也 / 編曲：渡辺拓也
11. ライオンライフ [5:05]
作詞・作曲：mampuku、inn、村山智之、Mitsunori Ikeda / 編曲：Mitsunori Ikeda
12. Clap Our Hands! [3:47]
作詞・作曲・編曲：ヒゲドライバー
13. Always You [6:00]
作詞：MEG.ME、KOUGA / 作曲：KOUGA / 編曲：生田真心

| メンバー | 対応する楽曲         | 楽曲テーマ | 衣装コンセプト | 「Beautiful Chaser」における 七つの大罪 |
| -------- | -------------------- | ---------- | -------------- | --------------------------------------- |
| コーイチ | ライオンライフ       | 強気な愛   | ライオン       | 傲慢                                    |
| カイ     | LIBIDO               | 秘めたる愛 | 蠍             | 色欲                                    |
| リョウガ | 超えてアバンチュール | 二次元愛   | マーメイド     | 嫉妬                                    |
| タクヤ   | Clap Our Hands!      | 与え合う愛 | ハリネズミ     | 強欲                                    |
| ユーキ   | Beasty Spider        | 略奪愛     | ドラゴン       | 憤怒                                    |
| ユースケ | Peace of LOVE        | 人間愛     | 虎             | 暴食                                    |
| タカシ   | Whiteout             | 大人の愛   | フェニックス   | 怠惰                                    |